# Ustensiles de cuisine (Kalf)
Ustensiles de cuisine est une peinture à l'huile sur bois réalisé par le peintre du Siècle d'or néerlandais Willem Kalf vers 1642-1645. Elle est conservée au musée du Louvre à Paris.

## Historique
Cette œuvre est peinte lors du séjour à Paris du jeune artiste originaire de Rotterdam. Willem Kalf est principalement connu pour ses natures mortes ostentatoires et somptueuses, mais il connut une phase sotto voce, avec des petits formats, des objets humbles, dans une palette sourde, connue de Jean Siméon Chardin.

## Analyse
L'intérêt de l'œuvre réside notamment dans sa composition. L'œil n'est pas distrait par des couleurs sonores, mais est séduit du jeu de légères variations. Le tableau propose une étude de récipients aux formes courbes : chaudron, assiette creuse renversée, broc en équilibre, seau, vannerie.
L'agencement de récipients suggère l'étagement des plans qui résulte d'une simple juxtaposition d'arcs de cercle, au lieu de l'échelonnement habituel ; le sol est rabattu et le mur un rien brutal dans son avancée vers le plan du tableau.
Le sol en terre ne permet pas d'indiquer que la scène se situe dans une cuisine, mais plutôt dans une grange ou une taverne où les peintres (en particulier flamands) aimaient amonceler les objets.

## Exposition
Cette peinture est exposée dans le cadre de l'exposition Les Choses. Une histoire de la nature morte au musée du Louvre du 12 octobre 2022 au 23 janvier 2023, parmi les œuvres de l'espace nommé « La vie simple ».